# Simaba cedron
Simaba cedron, el cedrón, es una especie de planta fanerógama, natural de Nueva Granada, Brasil, Paraguay, Panamá, Colombia y Centroamérica.

## Descripción
Es un pequeño árbol. Sus hojas son pinnadas, grandes de 70 a 100 cm de largo que tienen unos veinte foliolos estrechos. Las flores se agrupan en panículas de hasta un metro de largo, son de color amarillo, olorosas y con la corola pubescente. El fruto es como una manzana y tiene una sola semilla amarga.

## Propiedades
- Utilizado para tratar fiebres intermitentes.
- Tiene principios amargos y es tóxico en dosis elevadas que provoca vómitos si se ingiere.

## Taxonomía
Simaba cedron fue descrita por Jules Emile Planchon y publicado en  London Journal of Botany 5: 566, en el año 1846.
Sinonimia
- Aruba cedron (Planch.) Kuntze
- Quassia cedron (Planch.) Baill.[2]